# كيفن يونغ
كيفن يونغ (بالإنجليزية: Kevin Young) هو عداء حواجز أمريكي ولد في يوم 16 سبتمبر 1966 في مدينة لوس أنجلوس في الولايات المتحدة، كيفن يونغ هو حامل الرقم القياسي العالمي لسباق 400 متر حواجز حتى الآن وألذي تمكن من تسجيله في دورة الألعاب الأولمبية الصيفية 1992 في برشلونة برقم 46.78 حيث فاز بالميدالية الذهبية حينها، على صعيد بطولات العالم تمكن من إحراز الميدالية الذهبية في بطولة العالم لألعاب القوى 1993 في شتوتغارت في ألمانيا.

## روابط خارجية
- كيفن يونغ على موقع الاتحاد الدولي لألعاب القوى (الإنجليزية)
- كيفن يونغ على موقع الاتحاد الأمريكي لسباقات المضمار والميدان (الإنجليزية)
- كيفن يونغ على موقع الاتحاد الأمريكي لسباقات المضمار والميدان، قاعة المشاهير (الإنجليزية)
- كيفن يونغ على موقع اللجنة الأولمبية الدولية (الإنجليزية)
- كيفن يونغ على موقع أوليمبيديا (الإنجليزية)